# David Costabile
David Costabile (ur. 9 stycznia 1967 w Waszyngtonie) – amerykański aktor najbardziej znany z pracy w serialach telewizyjnych. Wystąpił w rolach drugoplanowych w Billions, Breaking Bad, Układy, W garniturach oraz Prawo ulicy.